# Richard Schallert
Pour les articles homonymes, voir Schallert.
Richard Schallert (né le 21 avril 1964 à Brand (Vorarlberg)) est un ancien sauteur à ski autrichien.

## Palmarès

### Championnats du monde
| Épreuve / Édition | Engelberg 1984 | Seefeld 1985 | Oberstdorf 1987 |
| Petit Tremplin    |                | 29e          |                 |
| Grand Tremplin    |                |              | 37e             |
| Par équipes       | 4e             |              | Bronze          |

### Championnats du monde de vol à ski
| Épreuve / Édition | Harrachov 1983 |
| Individuel        | 5e             |

### Coupe du monde
- Meilleur classement final: 12e en 1983.
- Meilleur résultat: 2e